# Museu Educativo Gama d'Eça
O Museu Educativo Gama D'Eça é uma instituição museológica e educativa brasileira vinculada à Universidade Federal de Santa Maria (UFSM). Está localizado no Centro de Santa Maria, no estado do Rio Grande do Sul. Parte do seu acervo é tombado pelo IPHAN.

## História
O museu foi fundado em 23 de julho de 1968 como uma instituição vinculada à Universidade Federal de Santa Maria, tendo como objetivo "o estudo, seleção, classificação e catalogação dos materiais das mais diversas áreas de interesse com o escopo de expor seu arquivo e educar pela imagem tanto os estudantes de diversos níveis escolares como a população de toda área geoeducacional da UFSM".
Inicialmente funcionou em espaços do Centro de Ciências Pedagógicas. Em 28 de fevereiro de 1979 foi transferido para um outro edifício do campus universitário. Em 1981 incorporou o acervo do antigo Museu Victor Bersani, e em 1984 foi iniciada uma negociação com a Prefeitura para a cessão do palacete do Dr. Astrogildo César de Azevedo. Foi realizado um restauro e adaptação do edifício, inaugurado como a terceira sede do museu em 10 de dezembro de 1985. Na década de 2000 foram feitos novos reparos e foram construídos três pequenos anexos nos fundos para servirem de reserva técnica.

## Acervo e atividades

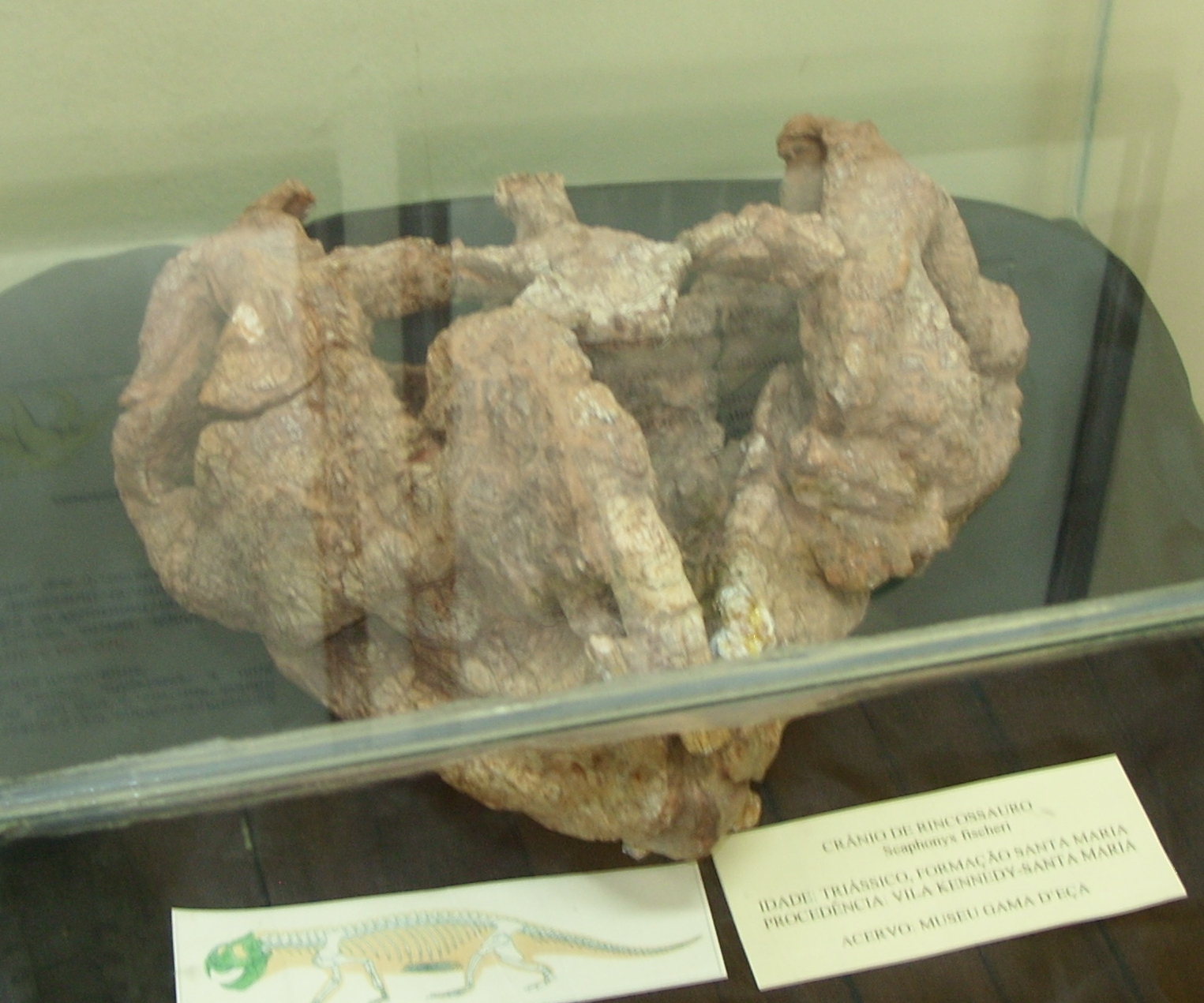
Crânio de um Rincossauro, encontrado em Santa Maria.

Conta com um acervo de cerca de treze mil itens, divididos nos campos de história, ciência e arte. Desenvolve um programa de exposições temporárias e itinerantes, projetos educacionais, seminários, palestras e cursos. Segundo a Secretaria Municipal de Cultura, "como exposição permanente o museu mantém viva a história de Santa Maria, bem como a trajetória de criação da primeira Universidade Federal do interior do Brasil". Para os pesquisadores Gaklik, Saad & Lopes, o museu contribui para a formação cultural e educacional da população.
Uma importante seção do acervo é constituída pela coleção reunida pela Sociedade União dos Caixeiros Viajantes, cujos membros, em suas viagens, coletaram itens diversificados, formando uma coleção de cerca de três mil peças no estilo dos antigos gabinetes de curiosidades. Apesar do caráter assistemático da coleção, ela foi considerada de interesse suficiente para ser tombada pelo IPHAN em 1937, passando a integrar o recém-fundado Museu Victor Bersani. Em 1981 este acervo foi incorporado ao Museu Gama d'Eça.
Santa Maria tem um rico depósito de fósseis e a seção de paleontologia do museu foi incluída na Rota Paleontológica Santa Maria - São Pedro - Mata, tendo relíquias do Triássico e do Pleistoceno.

## Prédio
O prédio do museu foi construído em 1913 para o Dr. Astrogildo César de Azevedo. Essa casa foi projetada pelo arquiteto alemão Theodor Wiederspahn e os trabalhos de construção foram acompanhados pelo engenheiro Henrique Schultz.
Na opinião de Gaklik, Saad & Lopes, o prédio principal é um exemplo representativo do estilo eclético na cidade. Segundo Blaya, Costa & Saad, "esta é considerada uma das obras mais expressivas elaboradas por Wiederspahn". O conjunto conta com um jardim histórico com elementos arquiteturais e decorativos, datado da década de 1940-1950.

## Patrono
O museu foi nomeado em homenagem a José Maria da Gama Lobo d'Eça, o Barão de Saicã, que nasceu na Armação de Alagoinha, Ilha de Santa Catarina, em 15 de setembro de 1793. Filho do brigadeiro José da Gama Lobo Coelho d'Eça e de Elisa Joaquina da Conceição Coimbra, assentou praça no regimento sob o comando de seu pai, como cadete aos 5 anos de idade; aos 15 anos participou da Campanha Cisplatina como tenente; aos 17 assumiu o comando da Companhia de Granadeiros e Coronel de Milícias, operando nas Missões. Veio a Santa Maria por ordem do Visconde de Castro, para aqui estabelecer seu Quartel General.